# Bad Honnef AG

Hauptverwaltung der BHAG in der Lohfelder Straße (2023)

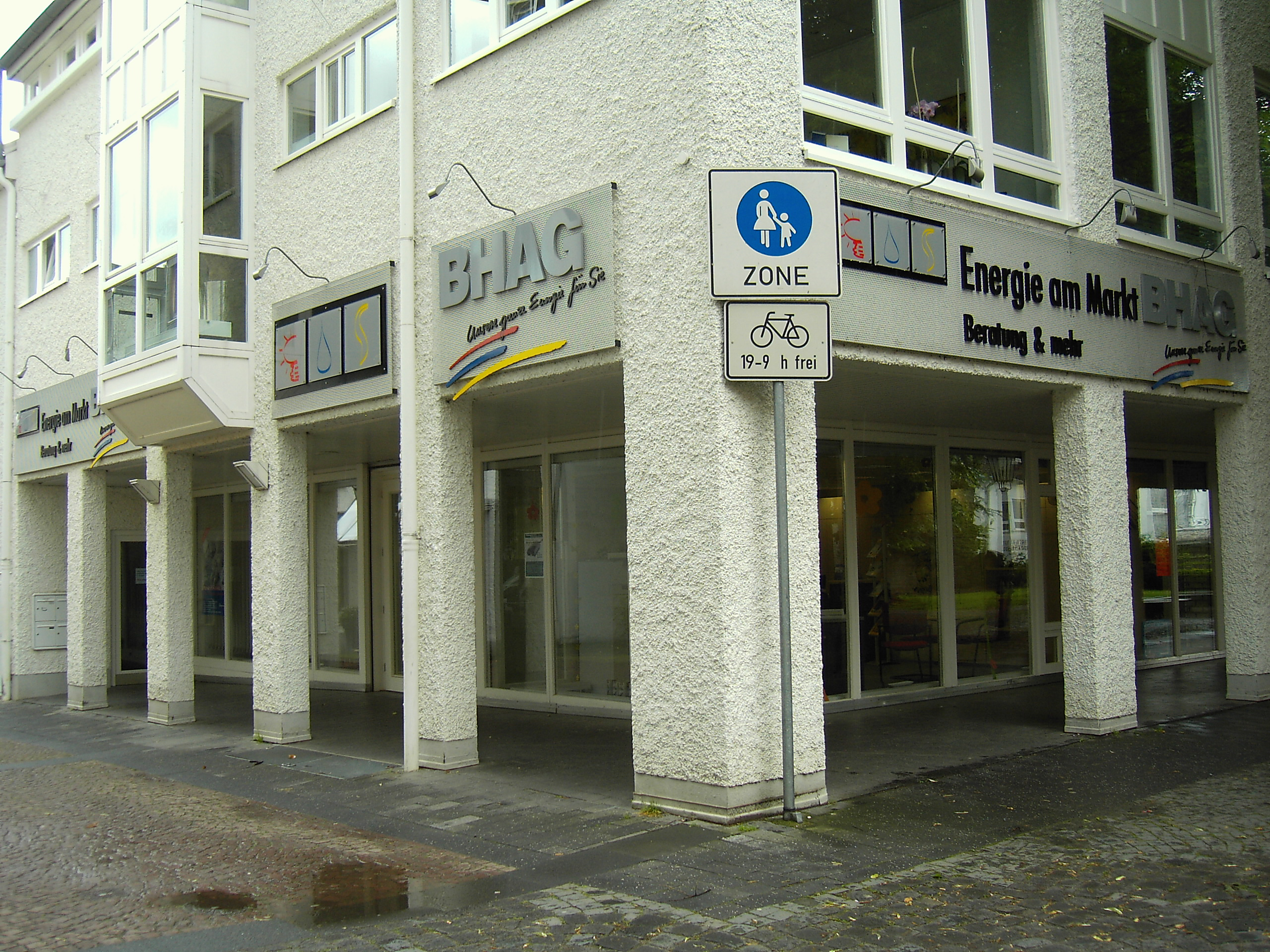
Das Kundenzentrum in der Bad Honnefer Fußgängerzone (2006)

Die Bad Honnef AG – abgekürzt BHAG –  ist ein kommunales Energieversorgungsunternehmen mit eigenem Netzbetrieb. Das Unternehmen blickt auf eine Historie, die bis auf das Jahr 1889 – mit der Gründung des ersten Wasserwerks in Bad Honnef, zurückgeht. Die Gründung der „Bad Honnef Aktiengesellschaft“ (BHAG) erfolgte 1948 durch den Zusammenschluss der „Stadtwerke Bad Honnef“ und der „Städtischen Kurverwaltung“.
Sein Versorgungsbereich liegt sowohl im südlichen Nordrhein-Westfalen als auch im nördlichen Rheinland-Pfalz.
Versorgt werden:
- rund 14.500 Kunden in Bad Honnef mit Strom,
- rund 40.000 Kunden in Bad Honnef und in der gesamten Verbandsgemeinde Unkel mit Trinkwasser,
- rund 19.000 Kunden in Bad Honnef, den Verbandsgemeinden Unkel und Asbach sowie in Teilen von Hennef (Sieg), den Verbandsgemeinden Altenkirchen-Flammersfeld und Puderbach mit Erdgas.

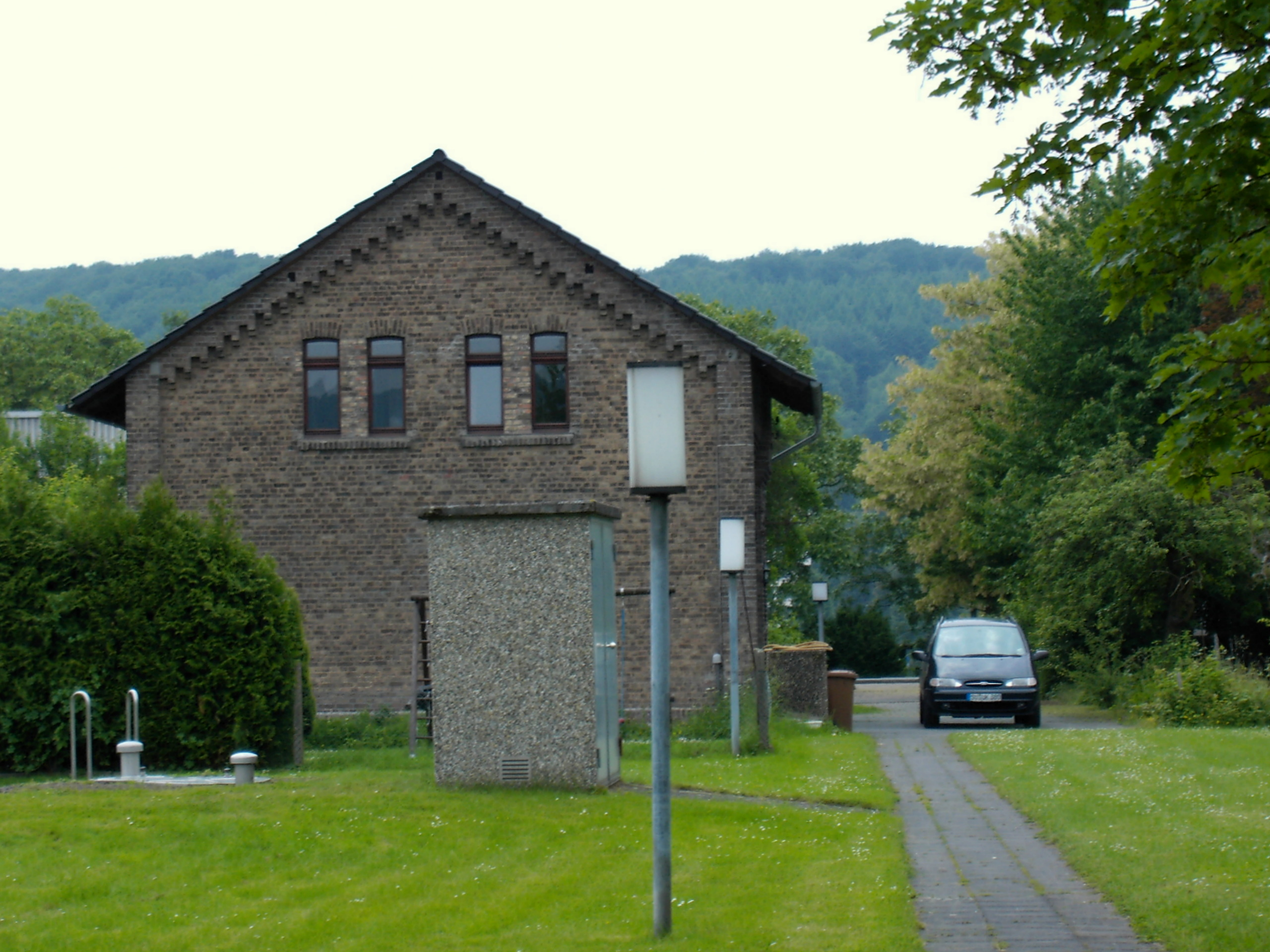
Wasserwerk an der Lohfelder Straße

Das 11-Kilovolt-Kabelnetz hat eine Gesamtlänge von ca. 105 km, das 0,4-Kilovolt-Kabelnetz von ca. 231 km. Die Gesamtlänge des Erdgasmitteldrucknetzes beträgt ca. 211 km, des Niederdrucknetzes ca. 510 km. Das Leitungsnetz für Trinkwasser ist insgesamt ca. 244 km lang.

## Bilanz und Anteilseigner
Im Jahr 2005 betrug die Bilanzsumme 48,2 Millionen Euro, 1,5 Millionen Euro wurden als Dividende ausgeschüttet.
Hauptanteilseigner der Aktiengesellschaft ist die Stadt Bad Honnef mit 50,17 %, das Freizeitbad Grafenwerth hält 46 % und die Verbandsgemeinde Unkel 3,83 %.
Vom Gewinn 2010 in Höhe von 4 Millionen Euro gehen 3,5 Millionen an die Anteilseigner und 500.000 in die Gewinnrücklage.
Im Jahr 2021 erwirtschaftete die Bad Honnef AG zum ersten Mal in ihrer Geschichte einen Verlust von 5,1 Mio. Euro. Trotz dieses Verlustes schüttete die Bad Honnef AG an ihre Anteilseigner aus Rücklagen eine Dividende von 1,45 Mio. Euro aus.

## Geschichte
Am 21. Juni 1948 wurden die „Stadtwerke Bad Honnef“ und die „Städtische Kurverwaltung“ zur „Bad Honnef AG“ fusioniert. Das Grundkapital betrug 1 Mio. D-Mark. Die 1940er- und 1950er-Jahre waren von Renovierungsarbeiten, Beseitigung von Kriegs- und Besatzungsschäden sowie vom Neubau grundlegender Versorgungsinstallationen geprägt. Am 30. Mai 1964 erfolgte der erste Spatenstich für das neue Wasserwerk. 1968 wurde die Mineralquelle Edelhoff am Edelhoff-Stift erschlossen. Im letzten Viertel des 20. Jahrhunderts dehnte sich das Versorgungsgebiet auf die heutige Größe aus und es wurden Beteiligungen an der Energieversorgung „Schwarze Elster“ im ostsächsischen Wittichenau erworben.